# ريتشارد مارتن (لاعب كرة قدم)
ريتشارد مارتن (بالإنجليزية: Richard Martin)‏ (1 سبتمبر 1987 بتشيلمسفورد في المملكة المتحدة - ) هو لاعب كرة قدم بريطاني في مركز حراسة المرمى. لعب مع برايتون أند هوف ألبيون ومانشستر سيتي ونادي بيرتن ألبيون ونادي كرولي تاون ويوفل تاون وPuerto Rico Islanders ‏ ونادي كينغستونيان وهافانت أند ووترلوفيل وDorchester Town F.C. ‏ وBurgess Hill Town F.C. ‏ وفولكستون إنفيكتا وغرايز أتلاتيك ‏ ونادي وايتهوك.

## وصلات خارجية
- ريتشارد مارتن على موقع قاعدة بيانات كرة القدم.إي يو (الإنجليزية)
- ريتشارد مارتن على موقع Soccerbase.com (لاعب) (الإنجليزية)